# Oste
L'Oste, baix alemany Oost, és un riu de la Baixa Saxònia, afluent per l'esquerra de l'Elba. Naix al municipi d'Otter i desemboca uns 153 km més avall a l'estuari de l'Elba entre els municipis de Belum i Balje.

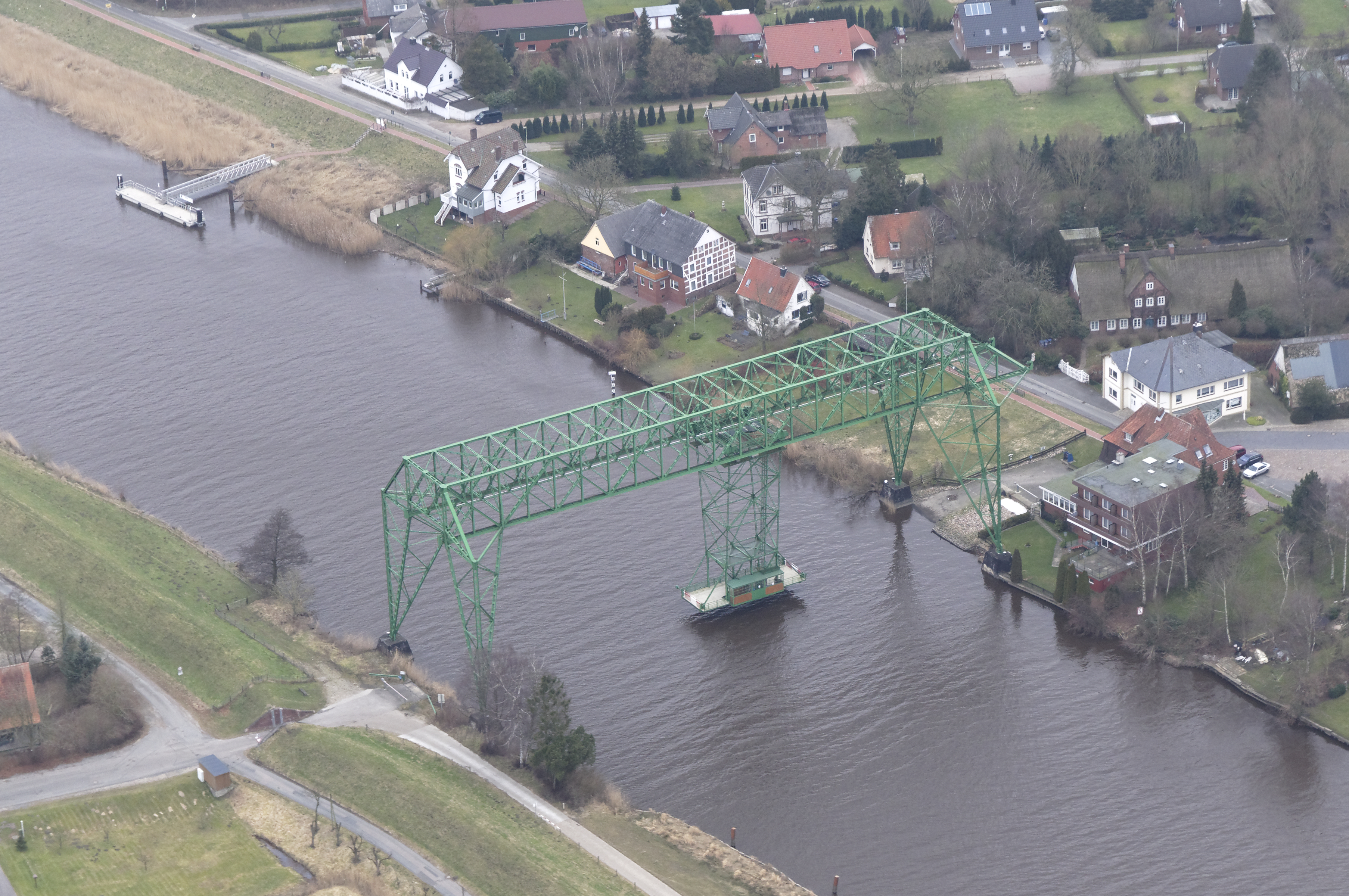
El transbordador d'Osten-Hemmoor

 El curs inferior és sotmès als moviments de la marea. Des del municipi de Bremervörde, on hi ha un petit port, és navegable durant unes dues hores després de la plenamar, tot i que el seu paper en el transport fluvial és escàs. El 1r de maig del 2010 el tram avall de Bremervörde va perdre l'estatut de curs d'aigua federal (Bundeswasserstrasse) i des d'aleshores l'autoritat en pertoca al govern regional de l'Estat de la Baixa Saxònia.

## Llocs d'interès
- El transbordador suspés d'Osten-Hemmoor (Schwebefähre Osten–Hemmoor) del 1909[3]